# SocREC 社會記錄頻道
社會記錄頻道（英語：Social Record Channel），是香港一間網絡媒體，於2010年8月1日成立。該媒體提供網上視像直播頻道，主要記錄遊行、集會、示威等社會事件；政府官員或社團公開記者會，且不定期提供網上直播。

## 外部連結
- SocREC 社會記錄頻道的Facebook專頁